# 比弗鎮區 (堪薩斯州里帕布利克縣)
比弗鎮區（英語：Beaver Township）為美國堪薩斯州里帕布利克縣轄下的鎮區。2010年美国人口普查中此鎮區人口有94人。

## 歷史
比弗鎮區設立於1873年。鎮區名稱以比弗溪（Beaver Creek）為名。

## 地理
比弗鎮區涵蓋總面積為93.3平方（36.02平方英里），其中陸地面積為91.2平方（35.23平方英里），水域面積為2.0平方（0.79平方英里）或2.19%。海拔高度441（1,447英尺）。

## 人口統計
根據2010年美國人口普查，比弗鎮區人口有94人，其中男性有49人，女性有45人，人口密度為每平方公里1.01人，住房計44戶。鎮區內的白人有91人，非裔美國人有0人，美洲原住民有0人，亞裔美國人有2人，太平洋島裔美國人有0人，其他種族有0人，混血種族則有1人。此外鎮區內有0人為西班牙裔或拉丁裔美國人。此鎮區之年齡中位數為44.5歲，而男性年齡中位數為46.3歲，女性年齡中位數為43.5歲。

## 交通

### 主要公路
- 148號堪薩斯州州道